# Vama (gmina w okręgu Suczawa)
Vama – gmina w Rumunii, w okręgu Suczawa. Obejmuje miejscowości Vama, Molid, Prisaca Dornei i Strâmtura. W 2011 roku liczyła 5426 mieszkańców.